# Motodelta
Motodelta is een historisch motorfietsmerk.
De Italianen Guidotti en Lombardi richtten dit bedrijf in 1970 op in Turijn. Ze maakten motocross- en terreinmotoren.